# Liste von Söhnen und Töchtern der Stadt San José (Kalifornien)
Dies ist eine Liste bekannter Persönlichkeiten, die in der US-amerikanischen Stadt San José (Kalifornien) geboren wurden. Die Liste erhebt keinen Anspruch auf Vollständigkeit.

## 1801–1900

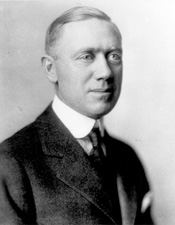
Charles B. Henderson
(1873–1954)

- Frank W. Benson (1858–1911), Politiker
- Ormond Mitchell Lissak (1861–1912), Erfinder und Waffentechniker
- Charles B. Henderson (1873–1954), Politiker
- Floyd MacFarland (1878–1915), Radsportler
- Arthur M. Free (1879–1953), Politiker
- Burton Downing (1885–1929), Radrennfahrer
- Julius Klein (1886–1961), Historiker und Wirtschaftsexperte
- Lloyd Bacon (1889–1955), Schauspieler und Regisseur
- Edmund Lowe (1890–1971), Schauspieler
- Catharine Cox Miles (1890–1984), Psychologin
- Louis Balbach (1896–1943), Wasserspringer

## 1901–1950

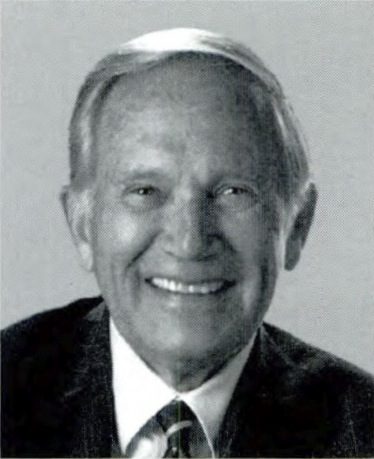
Don Edwards
(1915–2015)

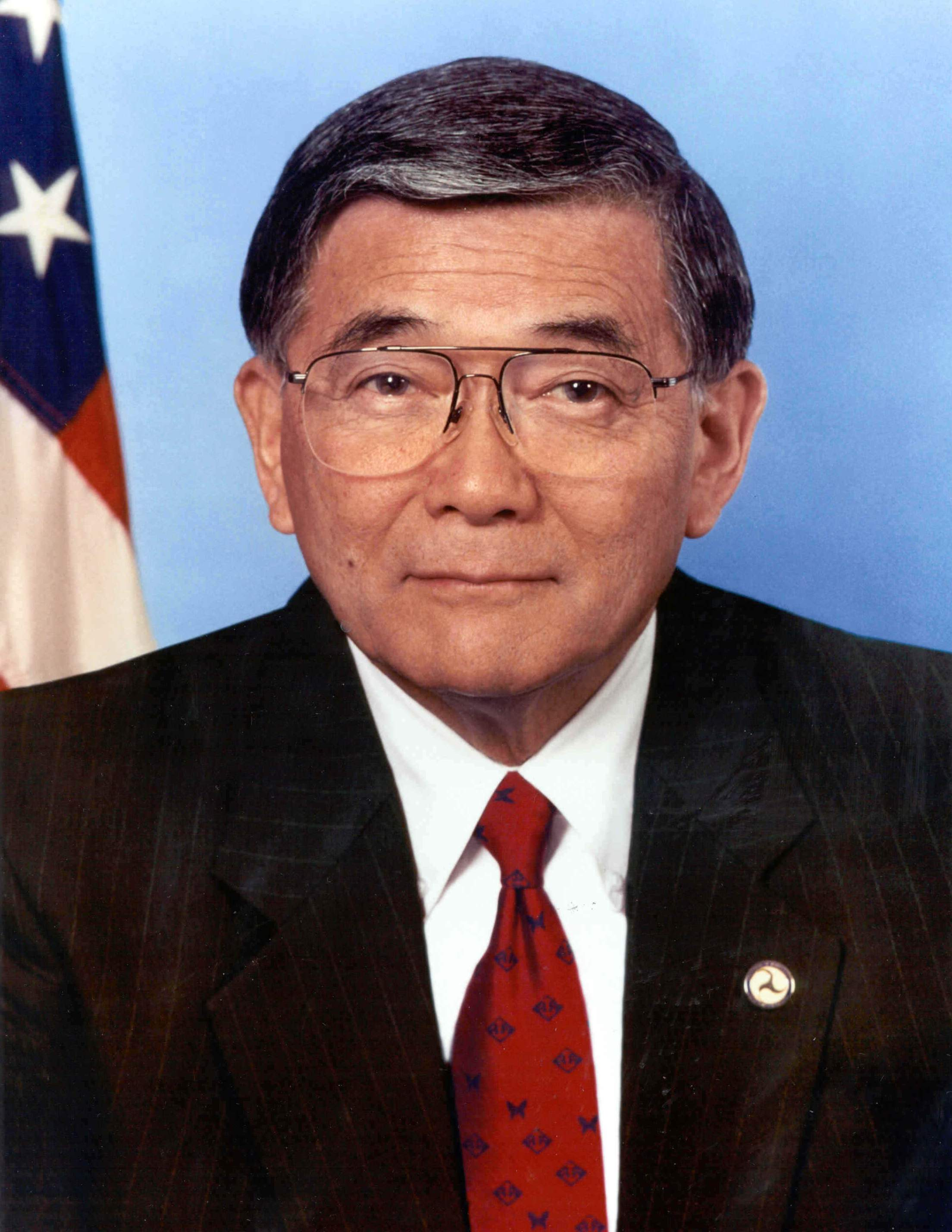
Norman Mineta
(1931–2022)

- J. Peverell Marley (1901–1964), Kameramann
- Norman Albert Hill (1906–1996), Radsportler
- Eggert Knuth-Winterfeldt (1912–1978), dänischer Chemiker
- Keith Birlem (1915–1943), American-Football-Spieler und Soldat
- Don Edwards (1915–2015), Politiker
- Orwin C. Talbott (1918–2011), Generalleutnant der United States Army
- Arthur John Cronquist (1919–1992), Botaniker
- Martin Ralph Brittan (1922–2008), Ichthyologe
- Allyn Ferguson (1924–2010), Jazzmusiker, Arrangeur und Komponist
- Farley Granger (1925–2011), Schauspieler
- Bob Thompson (1924–2013), Jazz- und Unterhaltungsmusiker
- Fred Dutton (* 1928), Jazzmusiker
- Norman Mineta (1931–2022), Politiker
- Robin Greiner (1932–2021), Eiskunstläufer
- Dudley R. Herschbach (* 1932), Chemiker und Nobelpreisträger
- Jimmy T. Murakami (1933–2014), US-amerikanischer Animator, Filmregisseur, Filmproduzent und Drehbuchautor japanischer Abstammung
- Bill Owens (* 1938), Fotograf und Brauer
- Robert Wall (1939–2022), Schauspieler und Kampfsportler in Karate und Tang Soo Do
- Bob Berry (1942–2023), American-Football-Spieler
- Kay Ryan (* 1945), Dichterin
- Michio Kaku (* 1947), japanisch-US-amerikanischer Physiker
- Jimmy Wilkins (1947–2012), Basketballspieler
- Peggy Fleming (* 1948), Eiskunstläuferin und Olympiasiegerin 1968
- Ralph Ogden (* 1948), Basketballspieler
- Lou Wagner (* 1948), Schauspieler
- Mitchell Ivey (* 1949), Schwimmer
- Mark Tansey (* 1949), Maler
- Dana Ward (* 1949), Anarchist, Psychologe und Politikwissenschaftler
- Rosanna DeSoto (* 1950), Schauspielerin

## 1951–1960
- Russell Ferrante (* 1952), Fusionmusiker

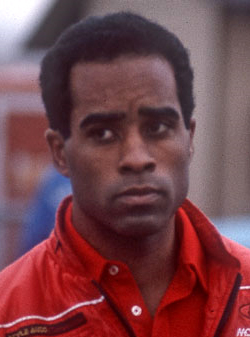
Willy T. Ribbs
(* 1956)

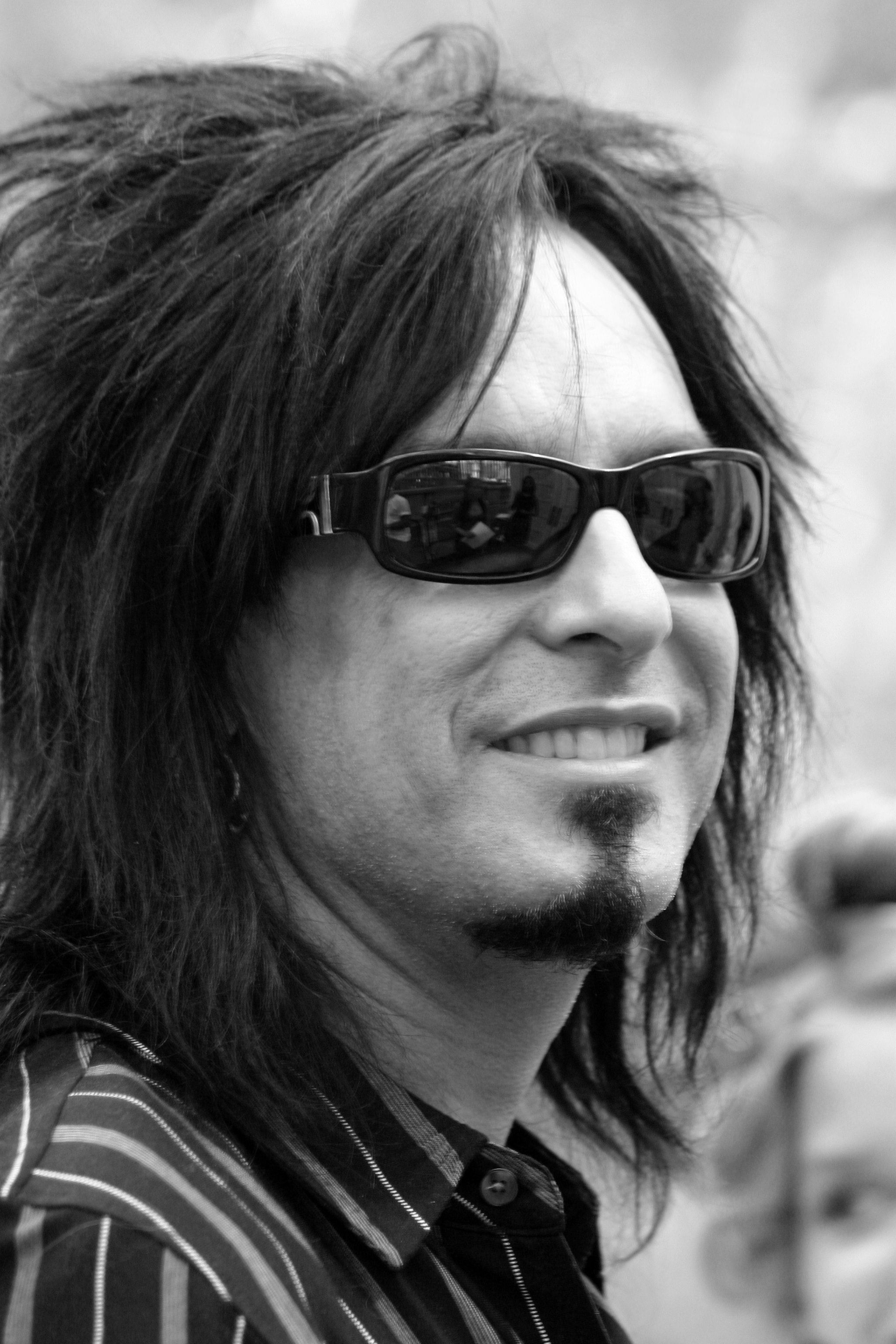
Nikki Sixx
(* 1958)

- Akira Tana (* 1952), Jazz-Schlagzeuger und Bandleader
- Richard Paul Russo (* 1954), Schriftsteller
- Rick Warren (* 1954), baptistischer Geistlicher und Autor religiöser Bücher
- Brent Anderson (* 1955), Comiczeichner
- Tommy Castro (* 1955), Bluesgitarrist
- Charles Martinet (* 1955), Schauspieler
- Willy T. Ribbs (* 1956), Rennfahrer
- Simon Rhee (* 1957), koreanisch-US-amerikanischer Schauspieler und Stuntman
- Tad Williams (* 1957), Autor
- Lyle Workman (* 1957), Musiker und Filmkomponist
- James P. Delgado (* 1958), Autor und Unterwasserarchäologe
- Martin Hewitt (* 1958), Schauspieler
- Nikki Sixx (* 1958), Musiker
- Debbie Lee Carrington (1959–2018), Schauspielerin und Stuntfrau

## 1961–1980

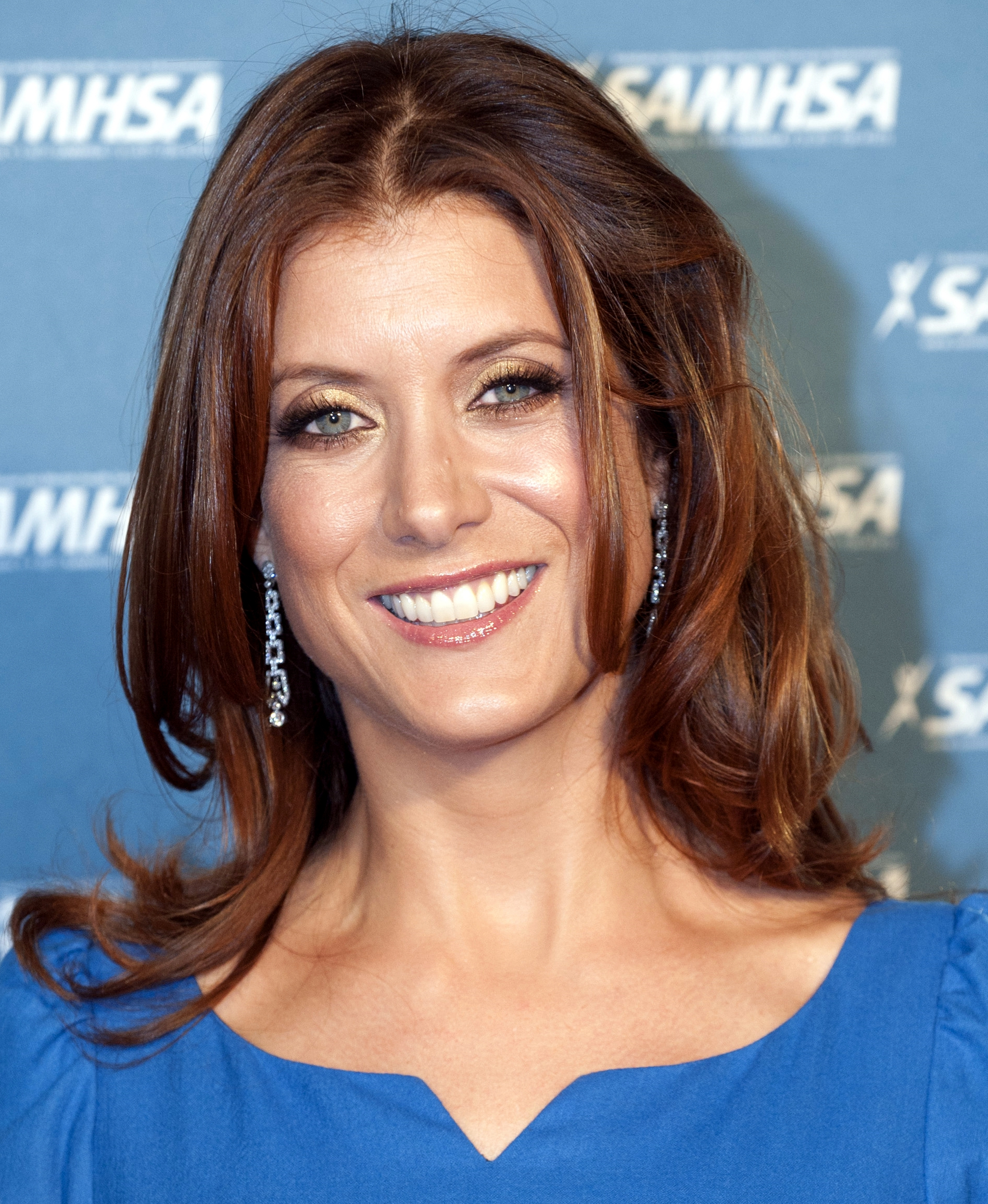
Kate Walsh
(* 1967)

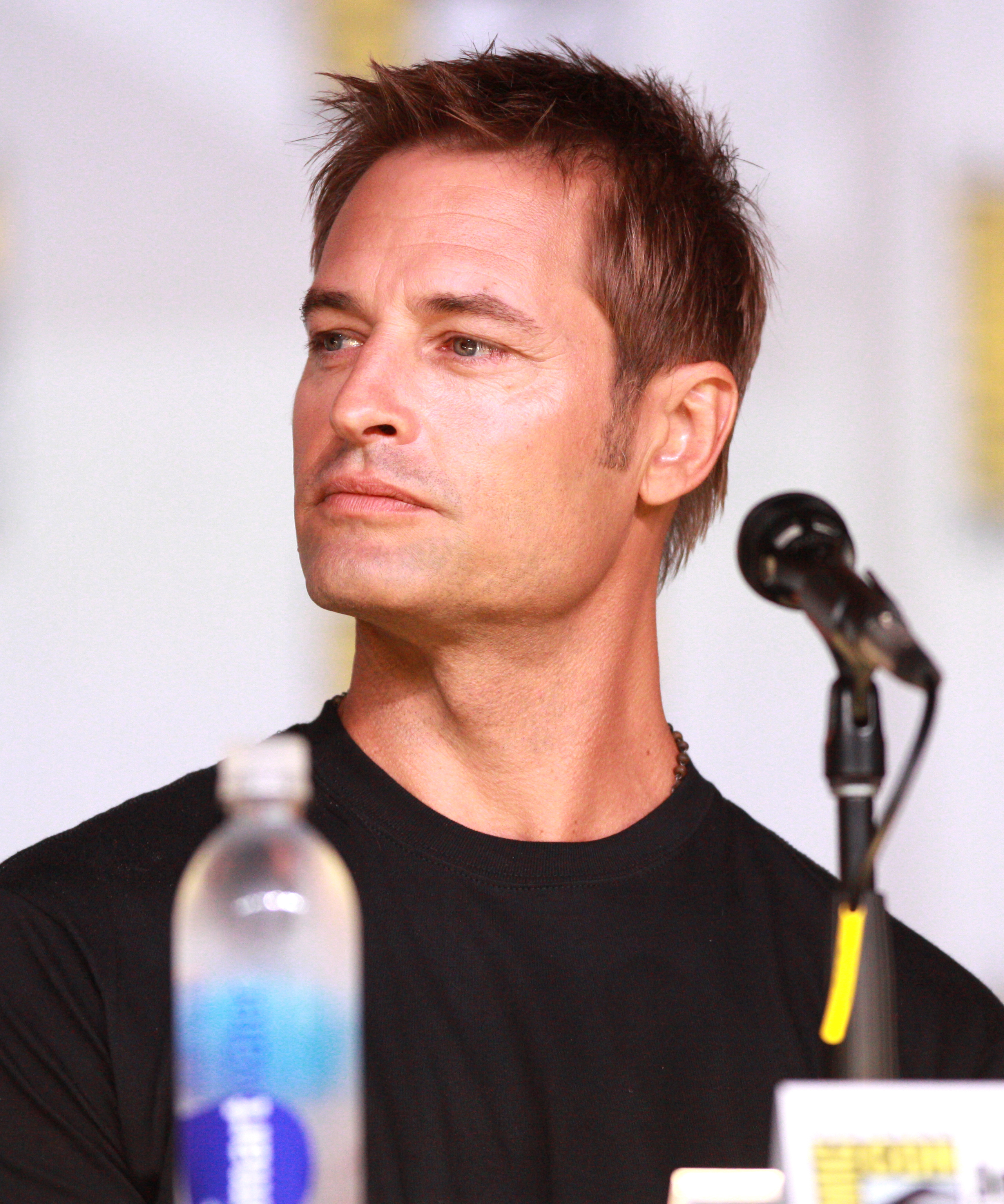
Josh Holloway
(* 1969)

- Dave Meltzer (* 1961), Wrestling-Journalist
- Joe Murray (* 1961), Animator
- Gary von Waaden (* 1961), Basketballspieler
- Steve Caballero (* 1964), Skateboarder und Musiker
- Catherine Naglestad (* 1965), Sopranistin
- Christopher Sullivan (* 1965), Fußballspieler, Trainer und Sportkommentator
- John Doyle (* 1966), Fußballspieler
- David Shelton (* 1967), Footballtrainer und -spieler
- Jenny Shimizu (* 1967), japanisch-US-amerikanisches Fotomodell und Schauspielerin
- Kate Walsh (* 1967), Schauspielerin
- Scott Weiland (1967–2015), Rockmusiker
- Brandi Chastain (* 1968), Fußballspielerin
- Sylvia Cuenca (* um 1968), Jazzmusikerin
- Jon Nakamatsu (* 1968), Pianist
- Gregory K. Anderson (* um 1969), Generalmajor der United States Army
- Rudy Galindo (* 1969), Eiskunstläufer
- Josh Holloway (* 1969), Schauspieler und Model
- Peanut Butter Wolf (* 1969), Hip-Hop-DJ und Musikproduzent
- Sheri Moon Zombie (* 1970), Tänzerin, Model und Schauspielerin
- Michael Burry (* 1971), Investor, Hedgefondsmanager und Arzt
- Becky Dyroen-Lancer (* 1971), Synchronschwimmerin
- Renée Elise Goldsberry (* 1971), Schauspielerin und Sängerin
- Brian MacPhie (* 1972), Tennisspieler
- Ernie Reyes, Jr. (* 1972), Schauspieler, Kampfsportler, Choreograph und Stuntman
- Suzannah Bianco (* 1973), Synchronschwimmerin
- John Emmons (* 1974), Eishockeyspieler
- Kira Kener (* 1974), Stripperin, Fotomodell und Pornodarstellerin
- Jhonen Vasquez (* 1974), Comic-Zeichner
- Dustin Diamond (1977–2021), Schauspieler
- Amy Chow (* 1978), Turnerin
- Noah Bastian (* 1979), Schauspieler und Sänger
- Nate Jackson (* 1979), Footballspieler[1]
- Jeb Ivey (* 1980), Basketballspieler
- Danielle Slaton (* 1980), Fußballspielerin
- Aly Wagner (* 1980), Fußballspielerin

## 1981–2000

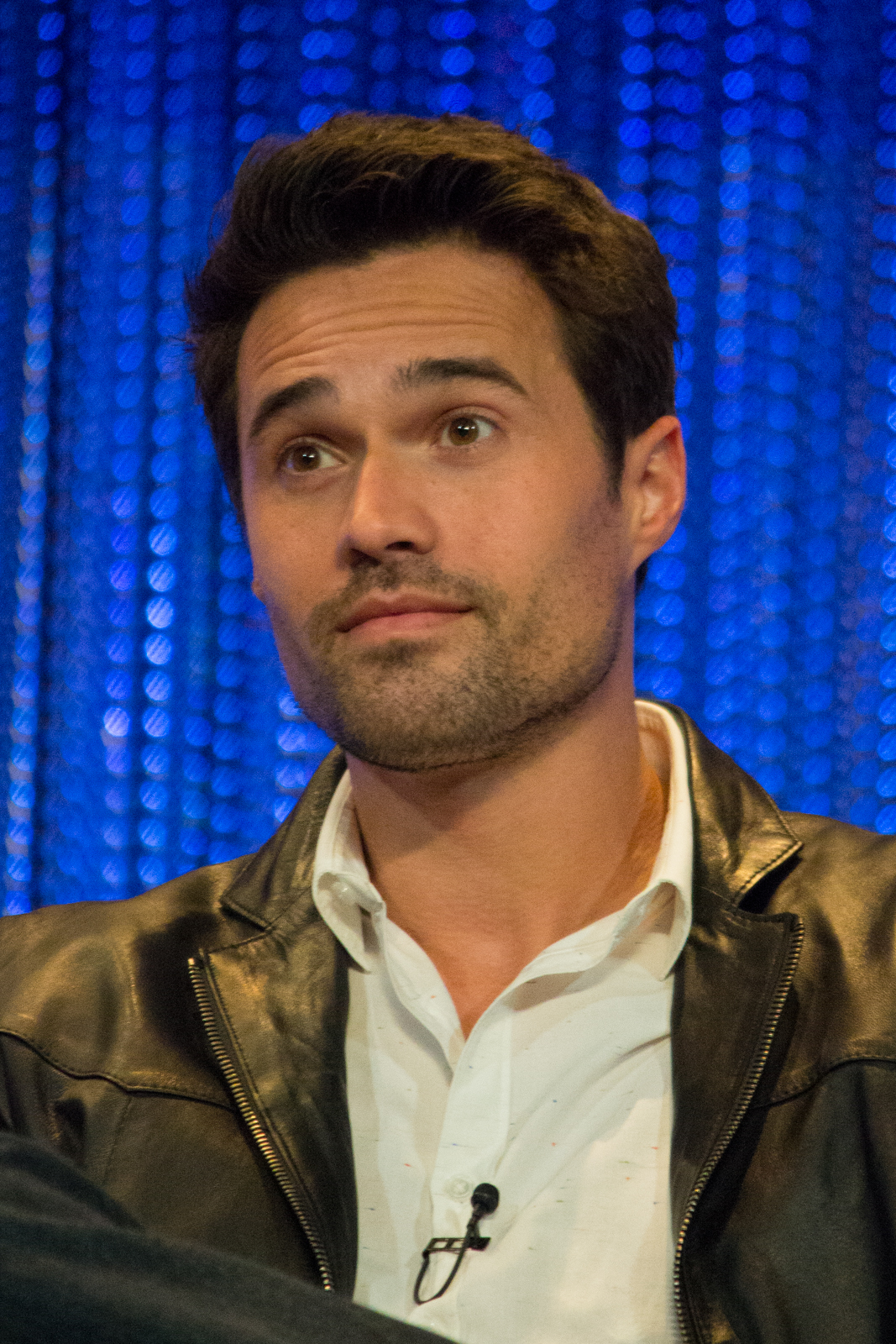
Brett Dalton
(* 1982)

- Jennifer Field (* 1981), Schauspielerin, Synchronsprecherin und Model
- Jerry Hsu (* 1981), Skateboarder
- Amin Nikfar (* 1981), iranischer Kugelstoßer
- Brett Dalton (* 1982), Schauspieler
- Heather Lauren Olson (* 1982), Schauspielerin
- Pej Vahdat (* 1982), persisch-US-amerikanischer Schauspieler
- Gerald Washington (* 1982), Boxer im Schwergewicht
- Evan Low (* 1983), Politiker
- Michelle Carter (* 1985), Kugelstoßerin
- Faraz Jaka (* 1985), Pokerspieler
- Tim Jitloff (* 1985), Skirennläufer
- Stephanie Cox (* 1986), Fußballspielerin und -trainerin
- Steven Beitashour (* 1987), iranisch-US-amerikanischer Fußballspieler
- Jesús Padilla (* 1987), mexikanischer Fußballspieler
- Robert Bush (* 1990), Radrennfahrer
- Toa Liona (* 1991), Profi-Wrestler
- Matt Stonie (* 1992), Wettesser
- Ashe (* 1993), Singer-Songwriterin
- Jasmine Villegas (* 1993), Sängerin
- Jake Adicoff (* 1995), sehbehinderter Langläufer und Biathlet
- Chidobe Awuzie (* 1995), American-Football-Spieler
- Aaron Gordon (* 1995), Basketballspieler
- Jessica Gaffney (* 1996), Beachvolleyballspielerin
- Ariel Gade (* 1997), Schauspielerin
- Tegan McGrady (* 1997), Fußballspielerin
- Elena Bruckner (* 1998), Diskuswerferin
- Darius Carbin (* 1998), Hochspringer
- Annie Xu (* 1999), Badmintonspielerin
- Kerry Xu (* 1999), Badmintonspielerin
- Naomi Girma (* 2000), Fußballspielerin
- Vincent Zhou (* 2000), Eiskunstläufer

## Nach 2000
- Jenna Flynn (* 2004), Wasserballspielerin
- Drew Murray (* 2005), Fußballspieler